# Autorregulação renal

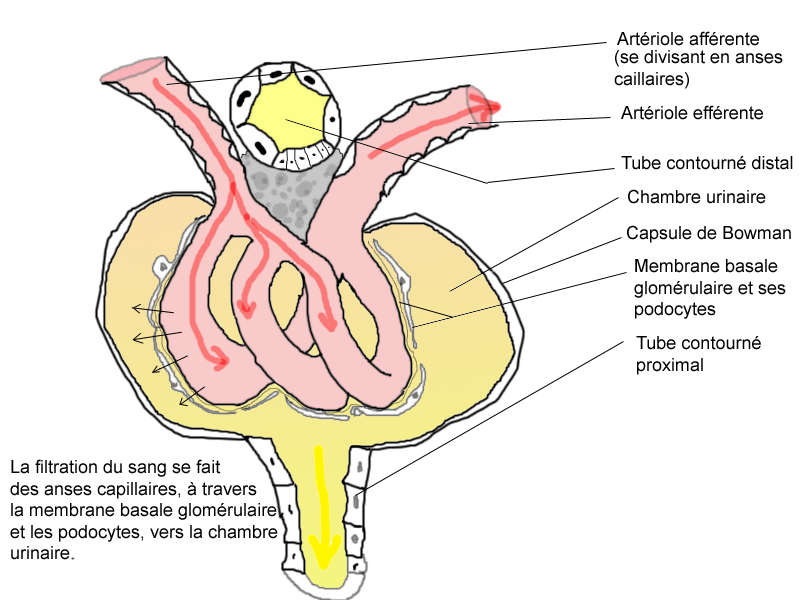
Fisiologia de um glomérulo.

Autorregulação renal é um conjunto de mecanismos intrínsecos ao rim que mantêm o fluxo sanguíneo renal e a taxa de filtração glomerular.
Quando ocorre a diminuição na TFG (Taxa de Filtração Glomerular) as células da mácula-densa detectam pouca reabsorção de íons (cloreto e sódio) e água, dessa forma é encaminhando um estimulo para as células justa-glomerulares que estão localizadas na arteríola aferente para que ocorra a vasoconstrição da mesma, aumentando assim a pressão hidrostática dos capilares glomerulares aumentando a TFG.